# Carlos de Palma
Carlos De Palma (Varsovia, Polonia; 2 de agosto de 1909 - Buenos Aires, Argentina; 23 de marzo de 1989) fue un músico, acordeonista, compositor, arreglador y director de orquesta argentino cuyo nombre de nacimiento fue Jaime Kumok.

## Carrera
Nació en el seno de una familia de artistas llegados de Hungría. Sus hermanos también estuvieron vinculados a la música: Herman Kumok, director de la orquesta estable de Radio Belgrano y pianista; Helena Hinda, pianista y compositora; y Josef Kumok, compositor conocido en Argentina como George Andreani.
Inspirado por el suceso de Feliciano Brunelli, en 1937 organizó y dirigió un conjunto de 14 músicos, al que dio su propio estilo. En 1939 Jaime Yanquelevich los contrató para actuar en LR3 Radio Belgrano, donde sería artista exclusivo por muchos años, presentándose en los bailes sabatinos auspiciados por Geniol y en los bailables Águila de los domingos por la tarde.
En 1940 comenzó a grabar en el sello Odeón, con el vals italiano Por un beso de amor cantado por Mario Podestá. Registró ciento dos temas hasta 1953, presentando como vocalistas al citado Mario Podestá, Raquel Esquer, Rodolfo De Grandis, la cubana Lupe Cortéz, Lita Moreno, Héctor Linares, Alberto Flores, Rubén de Alvarado y Marta Quintana. Acompañó al dúo formado por los colombianos Marfil y Ébano, al cantante italiano Rodolfo De Angelis, al Quinteto Carioca y al cuarteto vocal Los Cuatro Halcones. 
Como compositor, registró en SADAIC cuarenta y nueve temas
En la segunda mitad de la década de 1950 fue disminuyendo su actividad, limitándose después de 1960 a fiestas sociales, cumpleaños y casamientos, mientras atendía un comercio dedicado a la venta de acordeones y otros instrumentos, en la calle Olazábal del barrio de Villa Urquiza.

## Temas como compositor
- Ensalada Cubana
- Palestina Boogie
- El Globero
- Llora Corazón
- Arre Arre Borriquito
- El Baión del Acordeón
- Dos Besitos Nena
- Cuando me Quieras
- El Cumbanchero
- La Múcura
- María Cristina
- Mambo N° 5
- Swing Calé
- Si vas a Calatayud
- Sansón y Dalila
- Mañana por la mañana
- Mi toledana
- España Cañí
- Olga
- Baión del desierto
- Un Poquito de tu Amor